# Fiore doppio

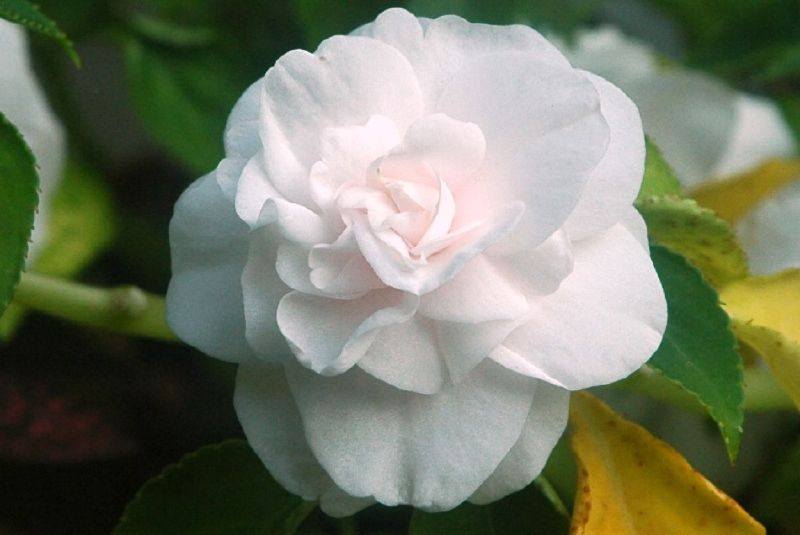
Un esemplare di impatiens walleriana a fiore doppio.

Con l'attributo "a fiore doppio" si indicano le varietà di fiori la cui corolla ha più petali del normale, o addirittura un "fiore nel fiore".
Tradizionalmente, nella nomenclatura botanica si pospone al nome scientifico l'abbreviazione fl.pl, dal latino flore pleno. Si tratta della prima anomalia floreale studiata e documentata nella storia della botanica.
Nella floricoltura vengono comunemente commercializzate varietà a fiore doppio di rosa, camelia e garofano, per citarne alcune.  Gli esemplari che producono semi raramente si riproducono con la stessa caratteristica, e molte varietà a fiore doppio sono sterili perché mancano degli organi riproduttivi; in questo caso la propagazione deve avvenire con tecniche di riproduzione agamica, ad esempio tramite talea.

## Storia
Il fiore doppio è la prima anomalia floreale di cui abbiamo testimonianze documentali, risalenti a oltre duemila anni fa. Teofrasto parla di rose a fiore doppio nel suo Historia plantarum, redatto prima del 286 a.C. Anche Plinio il Vecchio descrive le rose doppie nel primo secolo a.C. In Cina, attorno al 750 d.C., si conoscevano e si selezionavano peonie a fiore doppio, e attorno al 1000 vennero coltivate delle varietà di rosa a fiore doppio fino a creare la Rosa chinensis, uno degli "antenati" della Rosa Tea di oggi. Attualmente la maggior parte delle rose coltivate hanno questa caratteristica.

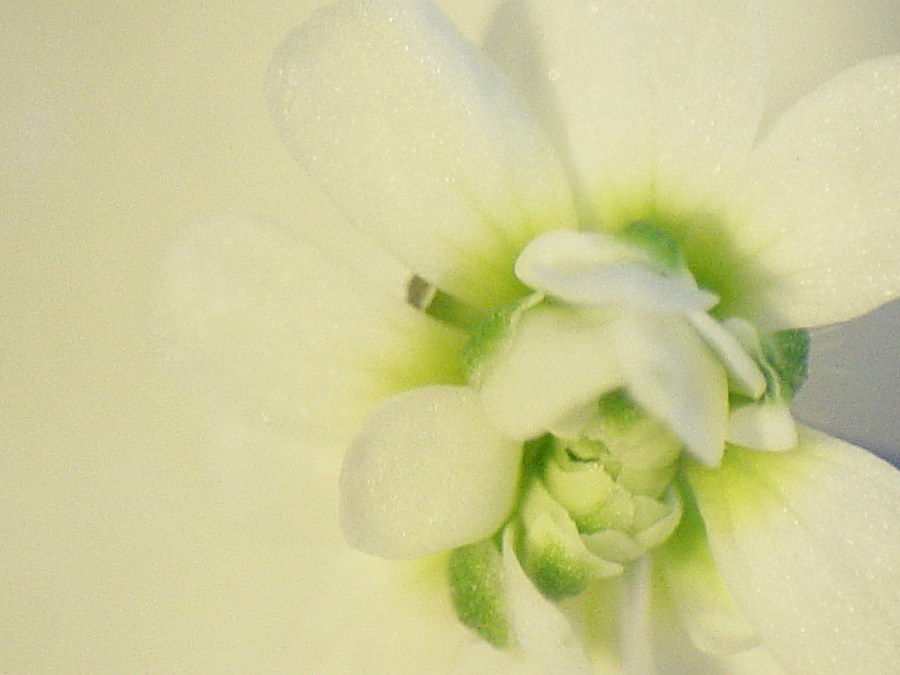
Il fiore doppio di Arabidopsis mutants

Gli erboristi del Rinascimento riconobbero i fiori-doppi e iniziarono a coltivarli nei loro giardini; Rembert Dodoens pubblicò una descrizione dei fiori-doppi nel 1568, e John Gerard illustrò molti fiori-doppi accanto ai loro omologhi selvatici nel 1597. Una varietà di fiore-doppio di calendula di stagno fu scoperta e coltivata in Austria alla fine del XVI secolo, divenendo una pregiata pianta da giardino.
La prima mutazione documentata di doppio-fiore dell'Arabidopsis, un modello per lo sviluppo delle piante e la genetica, venne catalogata nel 1873. Il gene mutageno probabilmente responsabile del fenotipo, AGAMOUS, venne clonato e riconosciuto nel 1990, all'interno del laboratorio di Elliot Meyerowitz, come parte di un suo studio sui meccanismi molecolari all'interno della formazione dei fiori.

## Genetica e mutazioni dei fiori doppi

Modello ABC dello sviluppo del fiore. Le varietà a fiore doppio spesso nascono da mutazioni nei geni di classe C.

Le varietà a fiore doppio sono spesso originate dalla sostituzione di alcuni o tutti gli stami con dei petali. Questo genere di mutazione è nota come "mutazione omeotica" ed è solitamente recessiva. Per contro, nel garofano, assume un carattere dominante incompleto.
Nel Arabidopsis, che è stato utilizzato come modello per comprendere lo sviluppo dei fiori, il gene del fiore-doppio AGAMOUS codifica una proteina responsabile della speciazione del tessuto degli stami e dei segmenti carpali. Quando entrambe le coppie del gene sono cancellate o danneggiate, i fiori in formazione mancano dei segnali per formare gli stami e i segmenti carpali. Le regioni che avrebbero dovuto formare gli stami diventano petali e la regione carpale diventa un nuovo fiore. A causa della mancanza di stami e forme carpali, le piante non hanno organi riproduttivi e sono sterili.
Le mutazioni che colpiscono la morfologia dell'Arabidopsis possono essere descritte dal modello ABC dello sviluppo floreale. In questo modello, i geni coinvolti nella formazione del fiore appartengono ad una delle tre seguenti classi di geni: A, geni che riguardano la formazione dei petali; B, geni che riguardano la formazione di petali e stami; C, geni che riguardano la formazione di stami e formazioni carpali. Questi geni vengono espressi in alcune zone del fiore in sviluppo e sono responsabili dello sviluppo di organi in quelle regioni. AGAMOUS è un gene di classe C, un fattore di trascrizione responsabile dell'attivazione di geni coinvolti nello sviluppo di stami e zona carpale.

## Galleria d'immagini

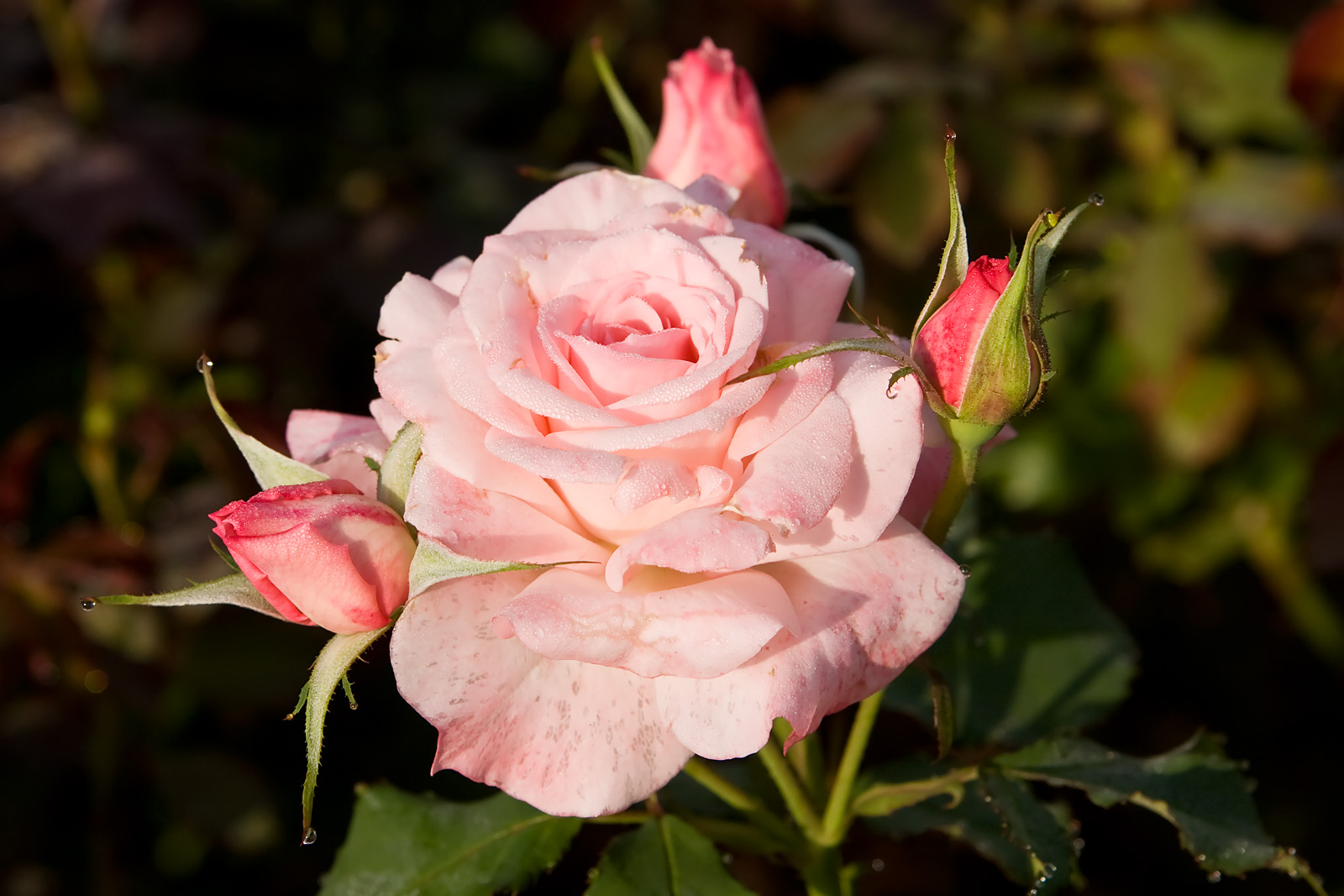
La maggior parte delle rose di giardino sono a fiore doppio
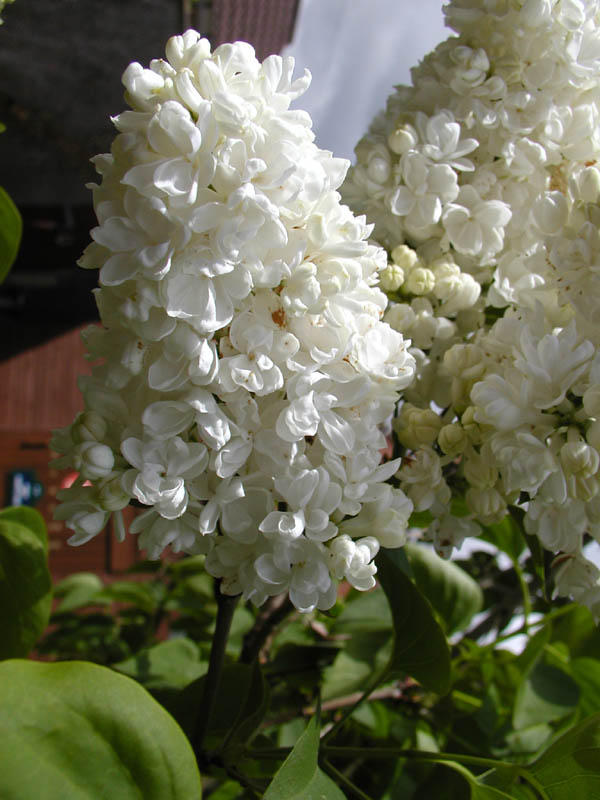
Syringa, o lillà a fiore doppio
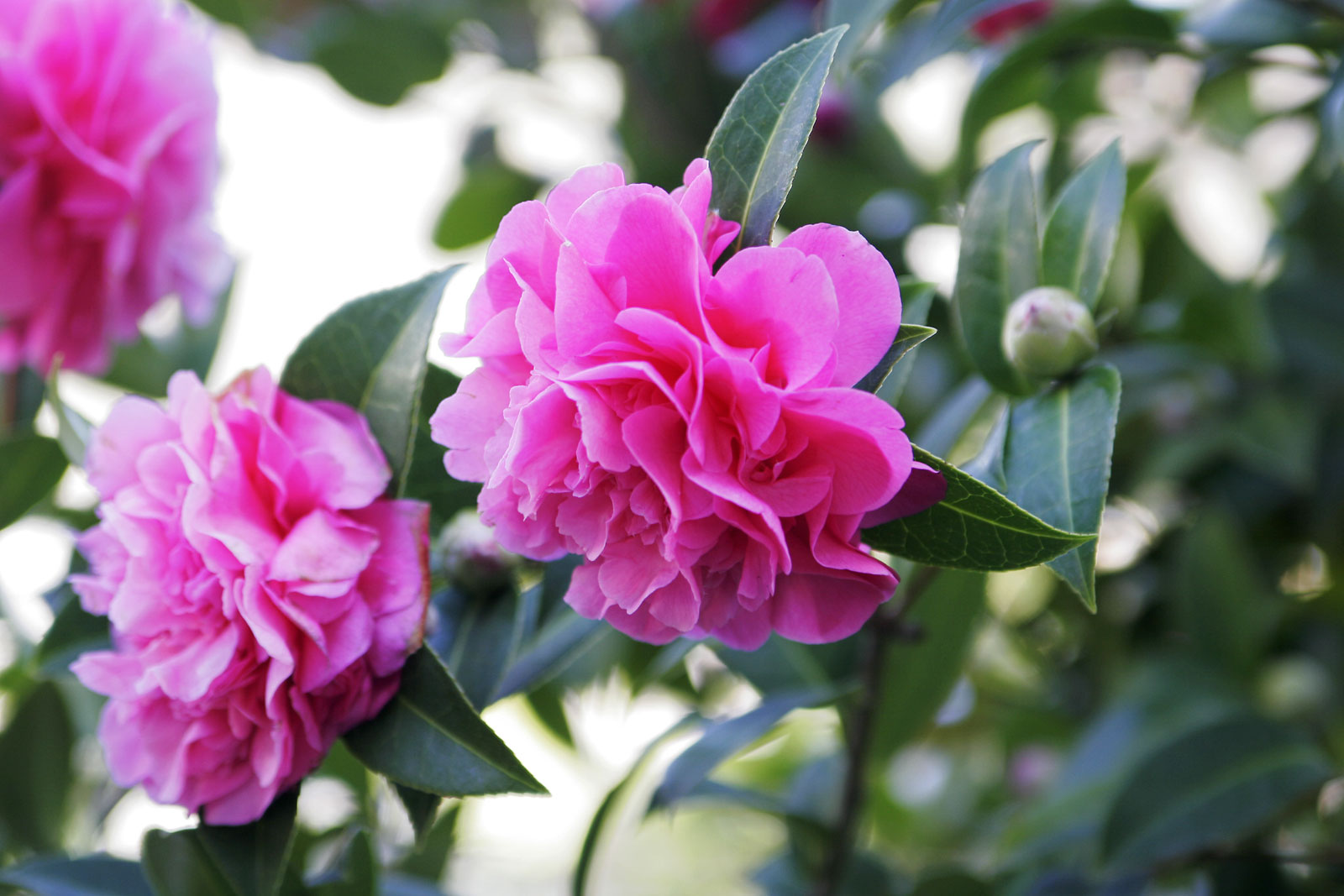
Camellia a fiore doppio
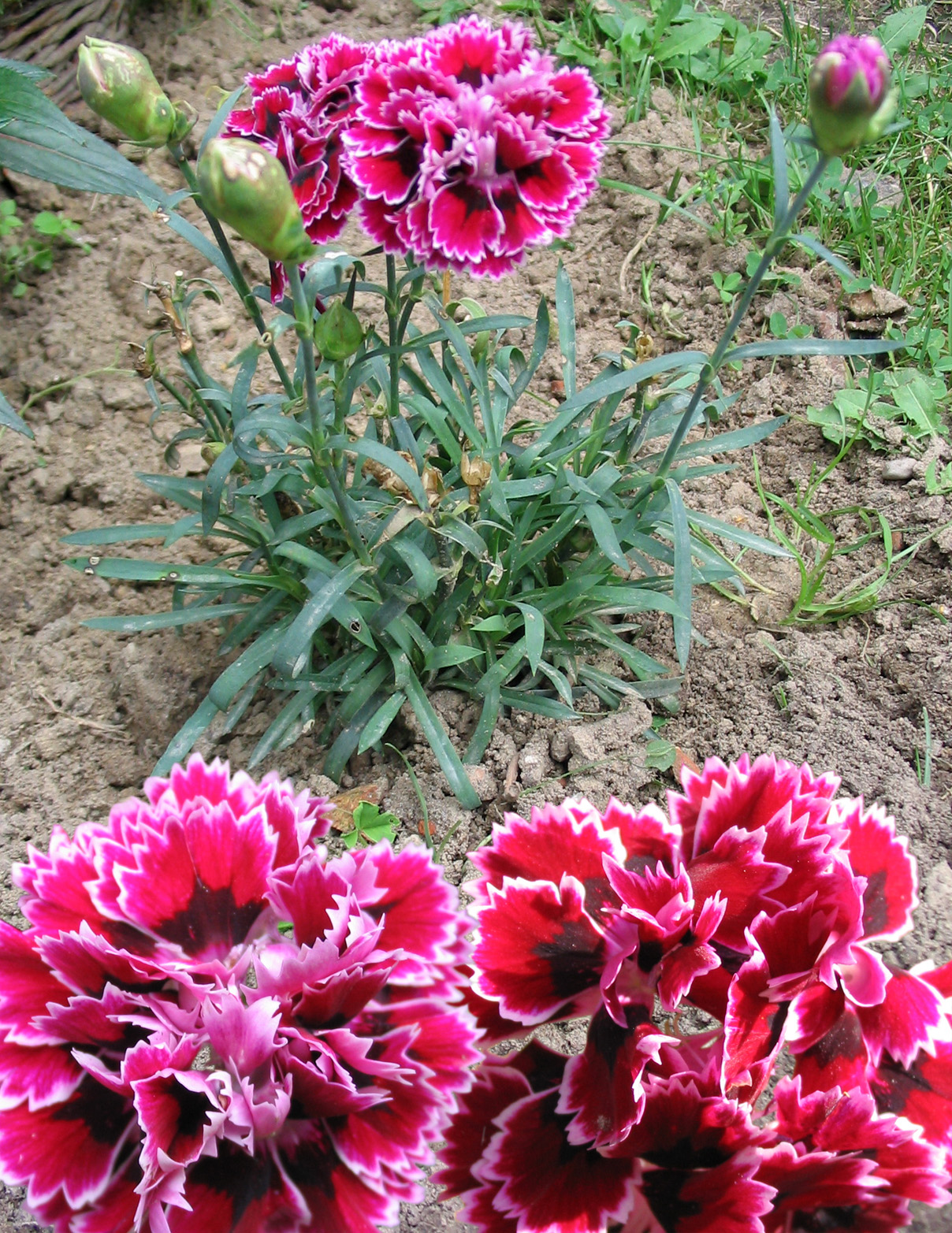
Garofano a fiore doppio
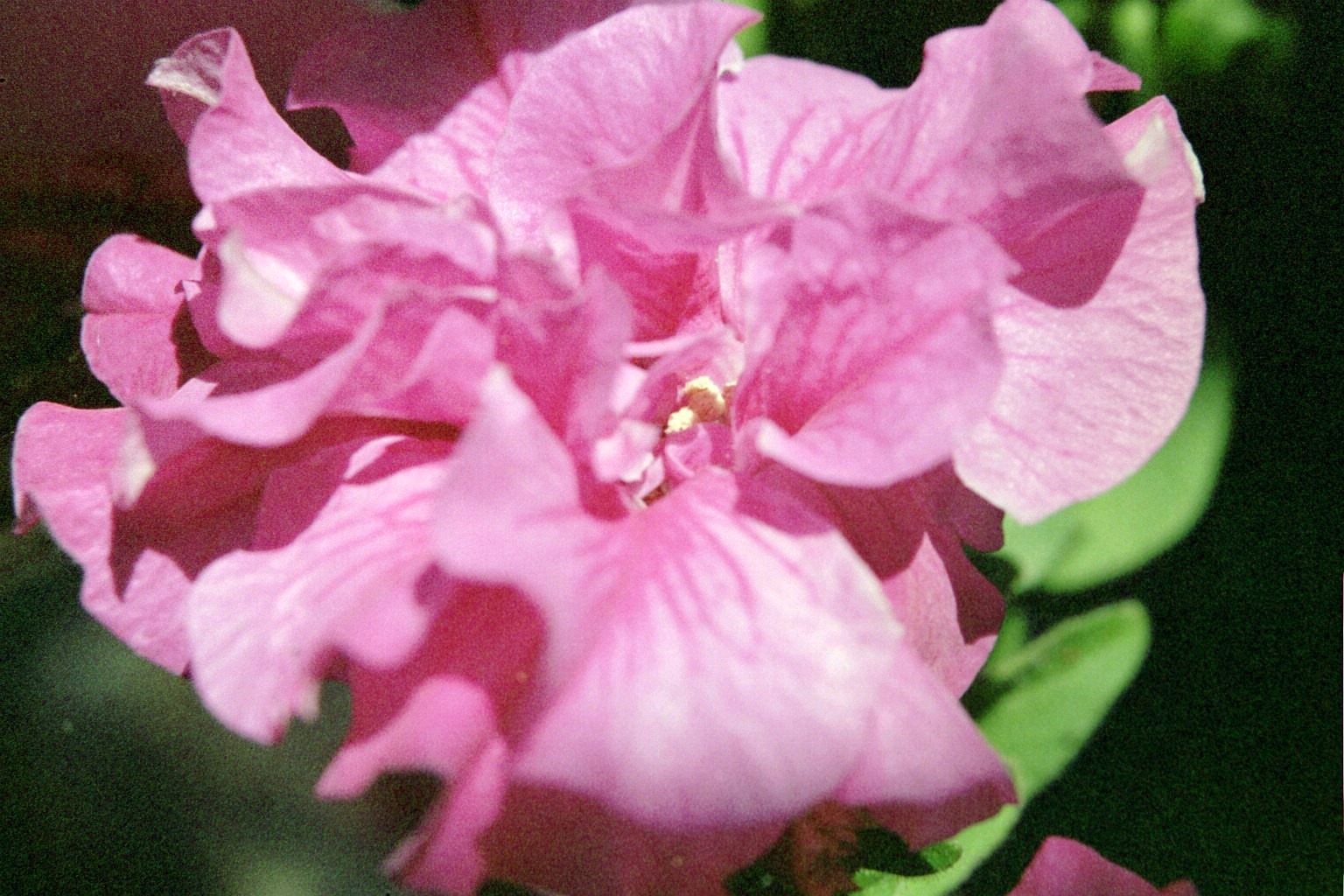
Petunia a fiore doppio
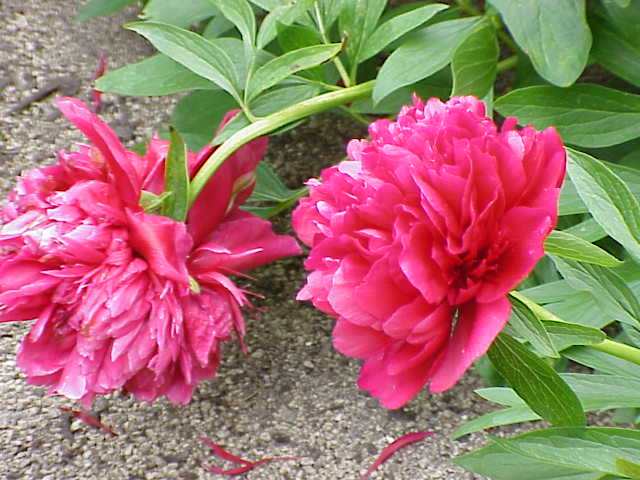
Peonia a fiore doppio